# Đội tuyển bóng đá quốc gia Myanmar
Đội tuyển bóng đá quốc gia Myanmar (tiếng Miến Điện: မြန်မာအမျိုးသားဘောလုံးအသင်း) là đội tuyển cấp quốc gia của Myanmar do Liên đoàn bóng đá Myanmar quản lý.
Trận thi đấu quốc tế đầu tiên của đội tuyển Myanmar là trận gặp đội tuyển Iran vào năm 1951. Thành tích tốt nhất của đội cho đến nay là hai tấm huy chương vàng Asiad giành được vào các năm 1966, 1970, ngôi vị á quân của Cúp bóng đá châu Á 1968, 2 lần hạng tư Challenge Cup giành được vào các năm 2008, 2010, vị trí thứ tư của AFF Cup 2004 và lọt vào bán kết AFF Cup 2016.

## Danh hiệu
- Vô địch châu Á: 0

Á quân: 1968
- Bóng đá nam tại Asiad:

 1966; 1970
 1954
- Bóng đá nam tại SEA Games:

 1965; 1967; 1969; 1971; 1973
 1961; 1993
 1975; 1977

## Thành tích quốc tế

### Giải vô địch bóng đá thế giới
- 1930 đến 1938 - Không tham dự
- 1950 - Bỏ cuộc
- 1954 đến 1990 - Không tham dự
- 1994 - Bỏ cuộc
- 1998 - Không tham dự
- 2002 - Bỏ cuộc
- 2006 - Không được tham dự vì bỏ cuộc giải trước
- 2010 đến 2026 - Không vượt qua vòng loại

### Thế vận hội
- (Nội dung thi đấu dành cho cấp đội tuyển quốc gia cho đến kỳ Đại hội năm 1988)

| Năm           | Thành tích                               | Thứ hạng                                 | GP                                       | W                                        | D                                        | L                                        | GS                                       | GA                                       |
| ------------- | ---------------------------------------- | ---------------------------------------- | ---------------------------------------- | ---------------------------------------- | ---------------------------------------- | ---------------------------------------- | ---------------------------------------- | ---------------------------------------- |
| 1900 đến 1952 | Không tham dự, là thuộc địa của Anh Quốc | Không tham dự, là thuộc địa của Anh Quốc | Không tham dự, là thuộc địa của Anh Quốc | Không tham dự, là thuộc địa của Anh Quốc | Không tham dự, là thuộc địa của Anh Quốc | Không tham dự, là thuộc địa của Anh Quốc | Không tham dự, là thuộc địa của Anh Quốc | Không tham dự, là thuộc địa của Anh Quốc |
| 1956 đến 1968 | Không vượt qua vòng loại                 | Không vượt qua vòng loại                 | Không vượt qua vòng loại                 | Không vượt qua vòng loại                 | Không vượt qua vòng loại                 | Không vượt qua vòng loại                 | Không vượt qua vòng loại                 | Không vượt qua vòng loại                 |
| 1972          | Vòng 1                                   | 9/16                                     | 3                                        | 1                                        | 0                                        | 2                                        | 2                                        | 2                                        |
| 1976 đến 1988 | Không vượt qua vòng loại                 | Không vượt qua vòng loại                 | Không vượt qua vòng loại                 | Không vượt qua vòng loại                 | Không vượt qua vòng loại                 | Không vượt qua vòng loại                 | Không vượt qua vòng loại                 | Không vượt qua vòng loại                 |
| Tổng cộng     | 1 lần vòng 1                             | –                                        | 3                                        | 1                                        | 0                                        | 2                                        | 2                                        | 2                                        |

### Cúp bóng đá châu Á
| Năm           | Thứ hạng                 | Trận                     | Thắng                    | Hòa                      | Thua                     | Bàn thắng                | Bàn thua                 |
| ------------- | ------------------------ | ------------------------ | ------------------------ | ------------------------ | ------------------------ | ------------------------ | ------------------------ |
| 1956 đến 1964 | Bỏ cuộc                  | Bỏ cuộc                  | Bỏ cuộc                  | Bỏ cuộc                  | Bỏ cuộc                  | Bỏ cuộc                  | Bỏ cuộc                  |
| 1968          | Á quân                   | 7                        | 4                        | 1                        | 2                        | 9                        | 6                        |
| 1972 đến 1988 | Bỏ cuộc                  | Bỏ cuộc                  | Bỏ cuộc                  | Bỏ cuộc                  | Bỏ cuộc                  | Bỏ cuộc                  | Bỏ cuộc                  |
| 1992          | Không tham dự            | Không tham dự            | Không tham dự            | Không tham dự            | Không tham dự            | Không tham dự            | Không tham dự            |
| 1996 đến 2004 | Không vượt qua vòng loại | Không vượt qua vòng loại | Không vượt qua vòng loại | Không vượt qua vòng loại | Không vượt qua vòng loại | Không vượt qua vòng loại | Không vượt qua vòng loại |
| 2007          | Không tham dự            | Không tham dự            | Không tham dự            | Không tham dự            | Không tham dự            | Không tham dự            | Không tham dự            |
| 2011 đến 2023 | Không vượt qua vòng loại | Không vượt qua vòng loại | Không vượt qua vòng loại | Không vượt qua vòng loại | Không vượt qua vòng loại | Không vượt qua vòng loại | Không vượt qua vòng loại |
| 2027          | Chưa xác định            | Chưa xác định            | Chưa xác định            | Chưa xác định            | Chưa xác định            | Chưa xác định            | Chưa xác định            |
| Tổng cộng     | 1 lần á quân             | 7                        | 4                        | 1                        | 2                        | 9                        | 6                        |

### Á vận hội
- (Nội dung thi đấu dành cho cấp đội tuyển quốc gia cho đến kỳ Đại hội năm 1988)

| Năm       | Thành tích    | Trận          | Thắng         | Hòa           | Thua          | Bàn thắng     | Bàn thua      |
| --------- | ------------- | ------------- | ------------- | ------------- | ------------- | ------------- | ------------- |
| 1951      | Tứ kết        | 1             | 0             | 0             | 1             | 0             | 2             |
| 1954      | Hạng ba       | 4             | 2             | 0             | 1             | 10            | 8             |
| 1958      | Vòng 1        | 2             | 0             | 0             | 2             | 3             | 6             |
| 1962      | Bỏ cuộc       | Bỏ cuộc       | Bỏ cuộc       | Bỏ cuộc       | Bỏ cuộc       | Bỏ cuộc       | Bỏ cuộc       |
| 1966      | Vô địch       | 6             | 4             | 2             | 0             | 8             | 3             |
| 1970      | Vô địch       | 7             | 4             | 2             | 1             | 9             | 5             |
| 1974      | Vòng 2        | 6             | 2             | 1             | 3             | 14            | 14            |
| 1978      | Vòng 1        | 2             | 0             | 0             | 2             | 1             | 5             |
| 1982      | Vòng 1        | 3             | 1             | 0             | 2             | 3             | 8             |
| 1986      | Không tham dự | Không tham dự | Không tham dự | Không tham dự | Không tham dự | Không tham dự | Không tham dự |
| 1990      | Không tham dự | Không tham dự | Không tham dự | Không tham dự | Không tham dự | Không tham dự | Không tham dự |
| 1994      | Vòng 1        | 3             | 0             | 1             | 2             | 2             | 9             |
| 1998      | Bỏ cuộc       | Bỏ cuộc       | Bỏ cuộc       | Bỏ cuộc       | Bỏ cuộc       | Bỏ cuộc       | Bỏ cuộc       |
| Tổng cộng | 2 lần vô địch | 34            | 13            | 6             | 14            | 49            | 60            |

### Giải vô địch bóng đá Đông Nam Á
| Năm       | Thứ hạng      | Trận | Thắng | Hòa | Thua | Bàn thắng | Bàn thua |
| --------- | ------------- | ---- | ----- | --- | ---- | --------- | -------- |
| 1996      | Vòng bảng     | 4    | 2     | 0   | 2    | 11        | 12       |
| 1998      | Vòng bảng     | 3    | 1     | 1   | 1    | 8         | 9        |
| 2000      | Vòng bảng     | 3    | 1     | 0   | 2    | 4         | 8        |
| 2002      | Vòng bảng     | 4    | 2     | 1   | 1    | 13        | 5        |
| 2004      | Hạng tư       | 7    | 3     | 1   | 3    | 12        | 12       |
| 2007      | Vòng bảng     | 3    | 0     | 3   | 0    | 1         | 1        |
| 2008      | Vòng bảng     | 3    | 1     | 0   | 2    | 4         | 8        |
| 2010      | Vòng bảng     | 3    | 0     | 1   | 2    | 2         | 9        |
| 2012      | Vòng bảng     | 3    | 0     | 1   | 2    | 1         | 7        |
| 2014      | Vòng bảng     | 3    | 0     | 1   | 2    | 2         | 6        |
| 2016      | Bán kết       | 4    | 2     | 0   | 2    | 5         | 9        |
| 2018      | Vòng bảng     | 4    | 2     | 1   | 1    | 7         | 5        |
| 2020      | Vòng bảng     | 4    | 1     | 0   | 3    | 4         | 10       |
| 2022      | Vòng bảng     | 4    | 0     | 1   | 3    | 4         | 9        |
| 2024      | Vòng bảng     | 4    | 1     | 1   | 2    | 4         | 9        |
| Tổng cộng | 1 lần hạng tư | 52   | 15    | 11  | 26   | 78        | 113      |

### SEA Games
- (Nội dung thi đấu dành cho cấp đội tuyển quốc gia cho đến kỳ Đại hội năm 1999)

| Năm       | Thành tích            | Trận          | Thắng         | Hòa           | Thua          | Bàn thắng     | Bàn thua      |
| --------- | --------------------- | ------------- | ------------- | ------------- | ------------- | ------------- | ------------- |
| 1959      | Vòng bảng             | 3             | 0             | 0             | 3             | 3             | 10            |
| 1961      | Huy chương bạc        | 4             | 2             | 0             | 2             | 7             | 5             |
| 1965      | Huy chương vàng       | 3             | 2             | 1             | 0             | 5             | 2             |
| 1967      | Huy chương vàng       | 4             | 4             | 0             | 0             | 7             | 2             |
| 1969      | Huy chương vàng       | 3             | 3             | 0             | 0             | 8             | 1             |
| 1971      | Huy chương vàng       | 4             | 3             | 1             | 0             | 13            | 3             |
| 1973      | Huy chương vàng       | 4             | 4             | 0             | 0             | 15            | 4             |
| 1975      | Huy chương đồng       | 3             | 1             | 1             | 1             | 3             | 3             |
| 1977      | Huy chương đồng       | 4             | 3             | 0             | 1             | 12            | 9             |
| 1979      | Vòng bảng             | 4             | 0             | 1             | 3             | 2             | 5             |
| 1981      | Vòng bảng             | 2             | 0             | 1             | 1             | 3             | 4             |
| 1983      | Vòng bảng             | 3             | 1             | 0             | 2             | 3             | 4             |
| 1985      | Không tham dự         | Không tham dự | Không tham dự | Không tham dự | Không tham dự | Không tham dự | Không tham dự |
| 1987      | Hạng tư               | 4             | 0             | 2             | 2             | 3             | 14            |
| 1989      | Vòng bảng             | 2             | 0             | 0             | 2             | 0             | 7             |
| 1991      | Vòng bảng             | 2             | 0             | 0             | 2             | 1             | 6             |
| 1993      | Huy chương bạc        | 6             | 4             | 0             | 2             | 21            | 11            |
| 1995      | Hạng tư               | 6             | 3             | 0             | 3             | 10            | 8             |
| 1997      | Vòng bảng             | 4             | 1             | 1             | 2             | 10            | 8             |
| 1999      | Vòng bảng             | 4             | 1             | 1             | 2             | 4             | 10            |
| Tổng cộng | 5 lần huy chương vàng | 64            | 32            | 9             | 28            | 130           | 126           |

### Cúp AFC Challenge
| Năm       | Thứ hạng                 | Trận                     | Thắng                    | Hòa                      | Thua                     | Bàn thắng                | Bàn thua                 |
| --------- | ------------------------ | ------------------------ | ------------------------ | ------------------------ | ------------------------ | ------------------------ | ------------------------ |
| 2006      | Không tham dự            | Không tham dự            | Không tham dự            | Không tham dự            | Không tham dự            | Không tham dự            | Không tham dự            |
| 2008      | Hạng tư                  | 5                        | 2                        | 0                        | 3                        | 6                        | 6                        |
| 2010      | Hạng tư                  | 5                        | 2                        | 0                        | 3                        | 6                        | 10                       |
| 2012      | Không vượt qua vòng loại | Không vượt qua vòng loại | Không vượt qua vòng loại | Không vượt qua vòng loại | Không vượt qua vòng loại | Không vượt qua vòng loại | Không vượt qua vòng loại |
| 2014      | Vòng bảng                | 3                        | 1                        | 0                        | 2                        | 3                        | 5                        |
| Tổng cộng | 2 lần hạng tư            | 13                       | 5                        | 0                        | 8                        | 15                       | 21                       |

### Các giải khác
Myanma đã 2 lần vô địch bóng đá tại Đại hội Thể thao châu Á vào các năm 1966 và 1970; vô địch giải Merdeka năm 2006.

## Cầu thủ

### Đội hình hiện tại
- Đội hình chuẩn bị cho Giải vô địch bóng đá ASEAN 2024.

Số liệu thống kê tính đến ngày 19 tháng 11 năm 2024 sau trận gặp  Liban.

| Số | VT | Cầu thủ            | Ngày sinh (tuổi)  | Trận | Bàn | Câu lạc bộ          |
| -- | -- | ------------------ | ----------------- | ---- | --- | ------------------- |
|    | TM | Sann Satt Naing    | 4 tháng 11, 1997  | 10   | 0   | Yangon United       |
|    | TM | Pyae Phyo Thu      | 20 tháng 10, 2002 | 6    | 0   | Shan United         |
|    | TM | Zin Nyi Nyi Aung   | 6 tháng 6, 2000   | 0    | 0   | Dagon Star United   |
|    | TM | Nay Lin Htet       | 23 tháng 4, 2002  | 0    | 0   | Hantharwaddy United |
|    |    |                    |                   |      |     |                     |
|    | HV | Nanda Kyaw         | 3 tháng 9, 1996   | 49   | 0   | Shan United         |
|    | HV | Hein Phyo Win      | 19 tháng 9, 1998  | 36   | 0   | Shan United         |
|    | HV | Soe Moe Kyaw       | 23 tháng 3, 1999  | 25   | 2   | Tiffy Army          |
|    | HV | Thiha Htet Aung    | 13 tháng 3, 1996  | 19   | 0   | Dagon Star United   |
|    | HV | Thet Hein Soe      | 29 tháng 9, 2001  | 13   | 0   | Shan United         |
|    | HV | Aung Wunna Soe     | 19 tháng 4, 2000  | 3    | 0   | Shan United         |
|    | HV | Lat Wai Phone      | 4 tháng 5, 2005   | 2    | 0   | Hantharwady United  |
|    | HV | Ye Lin Htet        | 18 tháng 7, 1999  | 1    | 0   | Yangon United       |
|    | HV | Thu Rein Soe       | 4 tháng 9, 1998   | 0    | 0   | Yangon United       |
|    |    |                    |                   |      |     |                     |
|    | TV | Maung Maung Lwin   | 18 tháng 6, 1996  | 74   | 12  | Lamphun Warriors    |
|    | TV | Lwin Moe Aung      | 10 tháng 12, 1999 | 51   | 4   | Rayong              |
|    | TV | Wai Lin Aung       | 30 tháng 7, 1999  | 18   | 1   | Yangon United       |
|    | TV | Myat Kaung Khant   | 15 tháng 7, 2000  | 15   | 1   | Shan United         |
|    | TV | Zaw Win Thein      | 1 tháng 3, 2003   | 15   | 0   | Yangon United       |
|    | TV | Nay Moe Naing      | 13 tháng 12, 1997 | 9    | 1   | Hanthawady United   |
|    | TV | Ye Yint Aung       | 22 tháng 3, 2000  | 8    | 1   | Shan United         |
|    | TV | Aung Naing Win     | 1 tháng 6, 1997   | 8    | 0   | Dagon Star United   |
|    | TV | Oakkar Naing       | 8 tháng 11, 2003  | 5    | 0   | Yangon United       |
|    | TV | Khun Kyaw Zin Hein | 15 tháng 7, 2002  | 3    | 0   | Shan United         |
|    | TV | Khaing Ye Win      |                   | 1    | 0   | ISPE                |
|    |    |                    |                   |      |     |                     |
|    | TĐ | Than Paing         | 6 tháng 12, 1996  | 49   | 2   | Kanchanaburi Power  |
|    | TĐ | Win Naing Tun      | 3 tháng 5, 2000   | 37   | 3   | Chiangrai United    |
|    | TĐ | Hein Htet Aung     | 5 tháng 10, 2001  | 31   | 0   | Negeri Sembilan     |
|    | TĐ | Aung Kaung Mann    | 18 tháng 2, 1998  | 30   | 2   | Nakhon Ratchasima   |
|    | TĐ | Thiha Zaw          | 28 tháng 12, 1993 | 8    | 3   | Nagaworld           |
|    | TĐ | Yan Kyaw Htwe      | 13 tháng 10, 1995 | 1    | 0   | Yangon United       |

### Triệu tập gần nhất
| Vt | Cầu thủ            | Ngày sinh (tuổi)  | Số trận | Bt | Câu lạc bộ          | Lần cuối triệu tập                        |
| --- | ------------------ | ----------------- | ------- | -- | ------------------- | ----------------------------------------- |
| TM | Hein Htet Soe      | 21 tháng 6, 2003  | 0       | 0  | Ayeyawady United    | v. Singapore, 14 November 2024            |
| TM | Pyae Phyo Aung     | 8 tháng 7, 1991   | 0       | 0  | Yangon United       | v. Sri Lanka, 13 October 2024             |
| TM | Phone Thit Sar Min | 6 tháng 11, 1997  | 0       | 0  |                     | Domestic Training Camp, 25 January 2024   |
| TM | Kyaw Zin Phyo      | 1 tháng 2, 1993   | 43      | 0  | Shan United         | v. Singapore, 14 November 2024            |
| |                    |                   |         |    |                     |                                           |
| HV | Zaw Ye Tun         | 28 tháng 6, 1994  | 7       | 0  | Dagon Star United   | v. Liban, 19 November 2024                |
| HV | Thu Ya             |                   | 0       | 0  | Rakhine United      | v. Liban, 19 November 2024                |
| HV | Kyaw Phyo Wai      | 21 tháng 6, 2000  | 0       | 0  | Yangon United       | v. Liban, 19 November 2024                |
| HV | Zwe Khant Min      | 20 tháng 6, 2000  | 7       | 0  | Shan United         | v. Singapore, 14 November 2024            |
| HV | Win Moe Kyaw       | 9 tháng 10, 1996  | 0       | 0  | Hanthawady United   | Domestic Training Camp, 21 September 2024 |
| HV | Kaung Htet Hein    | 27 tháng 5, 2002  | 0       | 0  | Mahar United        | Domestic Training Camp, 21 September 2024 |
| HV | Nyein Chan         | 2 tháng 6, 1994   | 20      | 0  | Dagon Port          | v. CHDCND Triều Tiên, 11 June 2024        |
| HV | David Htan         | 13 tháng 5, 1990  | 78      | 4  | Yangon United       | v. CHDCND Triều Tiên, 11 June 2024        |
| HV | Zwe Htet Min       | 20 tháng 6, 2000  | 1       | 0  | Shan United         | v. CHDCND Triều Tiên, 11 June 2024        |
| HV | Hein Zeyar Lin     | 12 tháng 8, 2000  | 13      | 0  | Yangon United       | v. Nhật Bản, 6 June 2024INJ               |
| HV | Kaung Htet Paing   | 27 tháng 5, 2004  | 4       | 0  | Dagon Port          | v. Nhật Bản, 6 June 2024                  |
| |                    |                   |         |    |                     |                                           |
| TV | Lar Din Maw Yar    | 6 tháng 8, 1995   | 24      | 0  | Hantharwaddy United | v. Liban, 19 November 2024                |
| TV | Kyaw Min Oo        | 16 tháng 6, 1996  | 33      | 1  | PDRM                | v. Sri Lanka, 13 October 2024             |
| TV | Yan Naing Oo       | 31 tháng 3, 1996  | 44      | 1  | Yangon United       | Domestic Training Camp, 21 September 2024 |
| TV | Aung Myo Khant     | 6 tháng 5, 2001   | 0       | 0  | Yangon United       | Domestic Training Camp, 21 September 2024 |
| TV | Moe Swe            | 31 tháng 5, 2003  | 0       | 0  | Yadanarbon          | Domestic Training Camp, 21 September 2024 |
| TV | Ar Kar Kyaw        | 7 tháng 2, 2003   | 0       | 0  | Mahar United        | v. Nhật Bản, 6 June 2024PRE               |
| TV | Htet Phyo Wai      | 21 tháng 1, 2000  | 9       | 3  | Shan United         | Domestic Training Camp, 25 January 2024   |
| TV | Lin Htet Soe       | 7 tháng 7, 1999   | 4       | 0  | Shan United         | Domestic Training Camp, 25 January 2024   |
| |                    |                   |         |    |                     |                                           |
| TĐ | Than Toe Aung      | 13 tháng 7, 2003  | 1       | 0  | Hantharwaddy        | v. Liban, 19 November 2024                |
| TĐ | Suan Lam Mang      | 28 tháng 7, 1994  | 54      | 6  | Dagon Star          | v. Liban, 19 November 2024                |
| TĐ | Aung Myat Thu      | 25 tháng 4, 1994  | 0       | 0  | Hantharwaddy        | v. Sri Lanka, 13 October 2024             |
| TĐ | Aung Kyaw Naing    | 20 tháng 12, 1994 | 4       | 0  | Dagon Star          | Domestic Training Camp, 21 September 2024 |
| TĐ | Aung Thu           | 22 tháng 5, 1996  | 49      | 11 | Uthai Thani         | v. Nhật Bản, 6 June 2024PRE               |
| TĐ | Kyaw Ko Ko         | 20 tháng 12, 1992 | 54      | 16 | Rakhine United      | v. Syria, 21 March 2024                   |
| TĐ | Thu Rein Tun       | 21 tháng 1, 2000  | 0       | 0  | Shan United         | Domestic Training Camp, 25 January 2024   |
| TĐ | Pyae Sone Aung     | 31 tháng 3, 2006  | 0       | 0  | Thitsar Arman       | Domestic Training Camp, 25 January 2024   |
| INJ Rút lui do chấn thương PRE Đội hình sơ bộ RET Đã chia tay đội tuyển quốc gia SUS Vắng mặt ở trận kế tiếp WD Rút lui không liên quan đến chấn thương. |                    |                   |         |    |                     |                                           |

## Triệu tập gần đây
| Vt | Cầu thủ         | Ngày sinh (tuổi)  | Số trận | Bt | Câu lạc bộ         | Lần cuối triệu tập          |
| -- | --------------- | ----------------- | ------- | -- | ------------------ | --------------------------- |
| TM | San Set Naing   | 4 tháng 11, 1997  | 4       | 0  | Yangon United      | v. Tajikistan, 11 June 2021 |
|    |                 |                   |         |    |                    |                             |
| HV | Soe Moe Kyaw    | 23 tháng 3, 1999  | 13      | 0  | Yangon United      | v. Tajikistan, 11 June 2021 |
| HV | Thein Than Win  | 25 tháng 5, 1991  | 31      | 0  | Unattached         | v. Tajikistan, 11 June 2021 |
| HV | Ye Yint Aung    | 26 tháng 2, 1998  | 0       | 0  | Hanthawaddy United | v. Tajikistan, 11 June 2021 |
|    |                 |                   |         |    |                    |                             |
| TV | Tin Win Aung    | 14 tháng 4, 1992  | 22      | 1  | Unattached         | v. Tajikistan, 11 June 2021 |
| TV | Pyae Moe        | 15 tháng 10, 1992 | 0       | 0  | Yangon United      | v. Tajikistan, 11 June 2021 |
| TV | Nyein Chan Aung | 18 tháng 8, 1996  | 8       | 1  | Yangon United      | v. Tajikistan, 11 June 2021 |
|    |                 |                   |         |    |                    |                             |
| TĐ | Than Htet Aung  | 5 tháng 6, 1992   | 10      | 1  | Ayeyawady United   | v. Tajikistan, 11 June 2021 |